# كأس السوبر الإفريقي 2024
كأس السوبر الأفريقي 2024 (رسميًا كأس السوبر الأفريقي توتال إنرجيز 2024 لأسباب الرعاية) هي مباراة كرة قدم في أفريقيا لتحديد الفريق الفائز في النسخة الثالثة والثلاثين من بطولة كأس السوبر الأفريقي، التي ينظمها الاتحاد الأفريقي لكرة القدم، شهدت نسخة هذا العام مواجهة مصرية خالصة، حيث جمع نهائي كأس السوبر الإفريقي توتال إنيرجيز، بطلي آخر نسخة من مسابقات الأندية الأفريقية، حامل لقب رابطة دوري أبطال أفريقيا توتال إنيرجيز، النادي الأهلي المصري، وغريمه التقليدي نادي الزمالك المصري حامل لقب كأس الكونفيدرالية الأفريقية توتال إنيرجيز لكرة القدم. يملك النادي الأهلي السجل الأعلى في عدد بطولات كأس السوبر الإفريقي، حيث فاز بالبطولة ثماني مرات وهو رقم قياسي في تاريخ البطولة، فيما سبق لنادي الزمالك الفوز بالبطولة أربع مرات، يتطلع الفريقان لإضافة لقب آخر إلى حصيلتهما، حيث يسعى الأهلي إلى الفوز باللقب التاسع، فيما يأمل الزمالك في تأمين لقبه الخامس لمواكبة منافسيه.
توج نادي الزمالك بلقب السوبر الإفريقي بعدما تغلب على النادي الأهلي بركلات الترجيح 4-3، بعد انتهاء الوقت الأصلي بهدف لكل منها، ليتوج بكأس السوبر الأفريقي الخامس في تاريخه. نجح نادي الزمالك في خطف لقب كأس السوبر الأفريقي أو سوبر القرن وهي التسمية التي اطلقه مشجي نادي الزمالك على هذا اللقاء،  محققًا سجلًا جديداً بفوزه بلقبه الثاني كبطل لكأس الكونفدرالية على بطل دوري أبطال أفريقيا، وهو ما لم ينجح أي فريق آخر في تحقيقه. يمثل هذا اللقاء لنادي الزمالك المرة الثانية التي يلتقي فيها مع النادي الأهلي في نهائي كأس السوبر الأفريقي بعد نهائي كأس السوبر الإفريقي 1994، والذي فاز به نادي الزمالك أيضًا بهدف أيمن منصور، ليمتد عقدة الزمالك التاريخية مع الأهلي في هذه البطولة. فيما مثلت الهزيمة سجلًا سلبيًا جديدًا للأهلي، حيث أصبح الأهلي ثاني نادي يخسر نهائي كأس السوبر الأفريقي مرتين متتاليتين وهو بطل دوري الأبطال بعد نادي الترجي التونسي.

## الفرق
| الفريق  | المنطقة        | التأهيل                                 | المشاركة السابقة (الخط العريض يشير إلى الفائز)                        |
| ------- | -------------- | --------------------------------------- | --------------------------------------------------------------------- |
| الأهلي  | (شمال أفريقيا) | بطل دوري أبطال أفريقيا 2023–24          | 11 (1994، 2002، 2006، 2007، 2009، 2013، 2014، 2015، 2021، 2021، 2023) |
| الزمالك | (شمال أفريقيا) | بطل كأس الكونفيدرالية الإفريقية 2023–24 | 5 (1994، 1997، 2001، 2003، 2020)                                      |

## المكان
أعلن الاتحاد الإفريقي لكرة القدم كاف في 16 سبتمبر 2024 مع اقتراب موعد توتال إنيرجي كأس السوبر الإفريقي 2024، أن ملعب المملكة أرينا في العاصمة السعودية الرياض سيستضيف المباراة النهائية لكأس السوبر الإفريقي 2024، التي ستُقام يوم الجمعة 27 سبتمبر 2024 الساعة 18:00 بتوقيت غرينتش، تحصل الملعب الذي يتسع 22.000 مُتفرج، على جائزتين من موسوعة غينيس للأرقام القياسية كأكبر ملعب كرة قدم مغطى بسقف ثابت. تم افتتاح الملعب في شهر يناير 2024، واستضاف منذ ذلك الوقت عددا من الفعاليات الدولية.
| الرياض موقع المدينة المضيفة لكأس السوبر الأفريقي 2024. | المدينة                          | الملعب        |
| ------------------------------------------------------ | -------------------------------- | ------------- |
| الرياض موقع المدينة المضيفة لكأس السوبر الأفريقي 2024. | الرياض، المملكة العربية السعودية | المملكة أرينا |
| الرياض موقع المدينة المضيفة لكأس السوبر الأفريقي 2024. |                                  |               |
| الرياض موقع المدينة المضيفة لكأس السوبر الأفريقي 2024. | السعة: 27,000                    |               |

## المباراة

### تفاصيل المباراة
بدأت المباراة في الساعة التاسعة مساءاً بتوقيت القاهرة وانتهت بالتعادل الإيجابى 1-1 سجل الأهلي الهدف الأول عن طريق الفلسطينى وسام أبو علي من علامة الجزاء ثم أدرك الزمالك هدف التعادل التاريخى عن طريق البديل ناصر منسى بعد أقل من دقيقة من نزوله للمباراة ثم لجأ الفريقين لركلات الترجيح ليفوز بها الزمالك بنتيجة 4-3 ويفوز باللقب التاريخى أو كما يطلق عليه سوبر القرن
| الأهلي                                      | 1–1   | الزمالك                                 |
| ------------------------------------------- | ----- | --------------------------------------- |
| - ابو علي 44' (ركلة.)                       | تقرير | - منسي 77'                              |
| ركلات الترجيح                               |       |                                         |
| - ربيعة - كمال - عطية الله - طاهر - ابو علي | 3–4   | - السعيد - المثلوثي - منسي - عبد المجيد |

| الأهلي | الزمالك |

| GK                  | 1  | محمد الشناوي (c)    |     |     |
| RB                  | 30 | محمد هاني           |     | 27' |
| CB                  | 6  | ياسر إبراهيم        |     |     |
| CB                  | 5  | رامي ربيعة          |     |     |
| LB                  | 18 | يحيى عطية الله      |     |     |
| CM                  | 22 | إمام عاشور          |     | 66' |
| CM                  | 13 | مروان عطية          |     | 84' |
| CM                  | 8  | أكرم توفيق          | 32' |     |
| RW                  | 10 | بيرسي تاو           |     | 66' |
| LW                  | 14 | حسين الشحات         |     | 84' |
| CF                  | 9  | وسام أبو علي        |     |     |
| مقاعد البدلاء:      |    |                     |     |     |
| GK                  | 31 | مصطفى شوبير         |     |     |
| DF                  | 3  | عمر كمال عبد الواحد |     | 27' |
| DF                  | 15 | أشرف داري           |     |     |
| MF                  | 17 | عمرو السولية        |     |     |
| MF                  | 19 | محمد مجدي قفشة      |     | 66' |
| MF                  | 36 | أحمد نبيل كوكا      |     | 84' |
| FW                  | 7  | محمود كهربا         |     |     |
| FW                  | 12 | رضا سليم            |     | 84' |
| FW                  | 29 | طاهر محمد طاهر      |     | 66' |
| المدرب: مارسيل كولر |    |                     |     |     |

| GK                  | 1  | محمد عواد         |     |     |
| RB                  | 4  | عمر جابر (c)      |     | 89' |
| CB                  | 24 | حمزة المثلوثي     | 37' |     |
| CB                  | 5  | حسام عبد المجيد   |     |     |
| LB                  | 3  | محمود بنتايك      |     |     |
| CM                  | 22 | ناصر ماهر         |     | 76' |
| CM                  | 8  | نبيل عماد         | 89' | 89' |
| CM                  | 19 | عبد الله السعيد   |     |     |
| RW                  | 25 | زيزو              |     |     |
| LW                  | 7  | مصطفى شلبي        |     | 63' |
| CF                  | 30 | سيف الدين الجزيري | 38' | 76' |
| مقاعد البدلاء:      |    |                   |     |     |
| GK                  | 32 | محمود الشناوي     |     |     |
| DF                  | 6  | مصطفى الزناري     |     |     |
| DF                  | 36 | محمد حمدي         |     |     |
| MF                  | 15 | زياد كمال         |     | 89' |
| MF                  | 17 | محمد شحاتة        |     | 89' |
| FW                  | 9  | ناصر منسي         |     | 76' |
| FW                  | 10 | شيكابالا          |     |     |
| FW                  | 11 | عمر فرج           |     | 76' |
| FW                  | 21 | كونراد ميشالاك    |     | 63' |
| المدرب: جوزيه غوميز |    |                   |     |     |

| - حكام مساعدون: عطية عيسى (ليبيا)، خليل حساني (تونس) - الحكم الرابع: عمر عبد القادر أرتان (الصومال) - حكم تقنية الفيديو المساعد: أخونا ماكاليما (جنوب أفريقيا) - مساعد حكم تقنية الفيديو المساعد: أبونجيل توم (جنوب أفريقيا)، زكريا برينسي (المغرب) | قواعد المباراة - تقام المسابقة من مباراة واحدة بنظام خروج المغلوب. - مدة المباراة 90 دقيقة مقسمة إلى شوطين مدة كل شوط 45 دقيقة. - في حال استمرار التعادل في الأشواط الأصلية يتم اللجوء إلى ركلات جزاء ترجيحية مباشرة. - تواجد تسعة لاعبين على مقاعد البدلاء، ويمكن إجراء ما يصل إلى خمسة تبديلات منهم. |